# Vice-président de la république de Zambie
Le vice-président de la république de Zambie (en anglais : Vice-President of the Republic of Zambia) est le deuxième personnage de l'exécutif de Zambie après le président de la République.

## Histoire
La fonction est créée au moment de l'indépendance du pays en 1964. Supprimée en 1973, quand est créé le poste de Premier ministre, elle est réintroduite dans la Constitution de 1991.

## Désignation
Le vice président est élu au scrutin uninominal majoritaire à deux tours en tant que colistier du candidat vainqueur à l'élection présidentielle. 
Avant la révision constitutionnelle adoptée en 2015 par l'Assemblée nationale, le vice-président était nommé par le président, et choisi parmi les membres de l'Assemblée nationale (article 45 de la Constitution).

## Fonctions
Il mène à son terme le mandat du président élu en cas d'empêchement ou de décès. Avant la révision constitutionnelle adoptée en 2015 par l'Assemblée nationale, le vice président n'assurait que l'intérim de la présidence en cas de vacance de celle-ci, jusqu'à l'installation du nouveau président qui devait être élu dans les 90 jours.

## Liste
| Nom                            | Début du mandat   | Fin du mandat     | Notes |
| ------------------------------ | ----------------- | ----------------- | --- |
| Reuben Kamanga                 | 1964              | 1967              | |
| Simon Kapwepwe                 | 1967              | 1970              | |
| Mainza Chona                   | 1970              | 1973              | En 1973, il devient Premier ministre.                                                                         |
| Fonction abolie de 1973 à 1991 |                   |                   | |
| Levy Mwanawasa                 | 1991              | 1994              | |
| Godfrey Miyanda                | 1994              | 1997              | |
| Christon Tembo                 | 1997              | 2001              | |
| Enoch Kavindele                | 2001              | 2003              | |
| Nevers Mumba                   | 2003              | 2004              | |
| Lupando Mwape                  | 2004              | 2006              | |
| Rupiah Banda                   | 9 octobre 2006    | 19 août 2008      | De juin à novembre 2008, il assure l'intérim pendant la maladie et après la mort du président Levy Mwanawasa. |
| Vacant                         |                   |                   | |
| George Kunda                   | 2 novembre 2008   | 23 septembre 2011 | |
| Guy Scott                      | 23 septembre 2011 | 29 octobre 2014   | À partir du 29 octobre 2014, il assure l'intérim présidentiel après la mort du président Michael Sata.        |
| Vacant                         |                   |                   | |
| Inonge Wina                    | 26 janvier 2015   | 24 août 2021      | Première femme à accéder à ce poste.                                                                          |
| Mutale Nalumango               | 24 août 2021      | en fonction       | |